# Тенис
 За тениса на маса вижте Тенис на маса.  
Тенис (или по-точно тенис на корт) е спорт, който се е играе от 2-ма (при игра на сингъл – поединично) или 4-ма души (при игра на двойки). Състезателите използват ракета с опъната корда, за да удрят малка гумена топка над мрежа в полето на опонента. Тенисът е измислен във Франция в края на XII век, но тогава все още не е имало ракети, а топката е удряна с ръка. Ракетите се появяват през XVI век и оттогава играта се нарича „тенис“. Тя бързо се разпространява във Франция и Англия, основно сред високите класи в обществото – например крал Хенри VIII е имал специална зала за тенис, но кралският тенис се е отличавал от днешната игра. Първият тенис клуб е основан в Англия през 1872 г.
Тенисът е олимпийски спорт. Играе се от различни социални класи и възрасти в много страни по целия свят. С изключение на въвеждането на тайбрека през седемдесетте години на XX век, правилата на играта са се запазили същите като през деветдесетте години на XIX век. Заедно с милионите играещи има и милиони, които следят тенис като зрители, като особено популярни са четирите турнира от Големия шлем.

## История
Историците смятат, че най-ранният предшественик на тениса е играта жо дьо пом, играна в Северна Франция през XII век, в която топка се удря с дланта на ръката. Крал Луи X е ентусиазиран играч на жо дьо пом и става известен с построените от него първи закрити кортове в Париж в края на XIII век. През юни 1316 година, след особено изтощителна игра, Луи X изпива значително количество студено вино и умира от пневмония или плеврит, макар че има съмнения и за отравяне. Именно изобилните сведения за смъртта му превръщат Луи X в първия известен тенисист. Друг ранен привърженик на играта е френският крал Шарл V, които създава корт в Лувъра.
През XVI век в играта започва да се използва ракета и тя започва да се нарича „тенис“ – от френското tenez („дръжте“), предупреждение, което сервиращият извиква на своя противник. Играта е популярна както във Франция, така и в Англия, но по това време се играе на закрито, където топката може да отскача от стените. Английският крал Хенри VIII е голям почитател на играта, която започва да се нарича кралски тенис. През XVIII и началото на XIX век кралският тенис губи популярност и в Англия се появяват нови спортове с ракета.
Между 1859 и 1865 година Хари Джем и неговият приятел Аугурио Перера разработват игра, която съчетава елементи на рекетс и баската игра пелота и която те играят на ливадата за крокет на Перера в Бирмингам. През 1872 година, заедно с двама местни лекари, те основават първия тенис клуб – Лемингтън Спа.
През декември 1873 година майор Уолтър Уингфийлд създава и дори патентова подобна игра, която той нарича сфаиристике (от гръцки: σφάίρίστική, „умение в игра с топка“), но скоро става известна просто като стики. Целта на Уингфийлд е да забавлява своите гости по време на градински партита в имението му в Уелс. Много съвременни историци смятат, че Уингфийлд има най-значителен принос за разработването и първоначалното популяризиране на съвременния тенис. През 1877 година в Лондон е проведен първият турнир по тенис в историята – Уимбълдън, който предизвиква и първите дискусии за стандартизиране на правилата на играта.
По-късно по препоръката на бъдещия британски министър-председател Артър Балфур, Уингфийлд решил името на спорта да бъде „тенис на трева“, друг от патентованите варианти. Според тенис историците, днешната тенис терминология също произлиза от този период, тъй като Уингфийлд е заимствал както името, така и голяма част от термините, използвани в кралския тенис. Голяма част от тях произхождат от френски език:
- Тенис идва от френската дума tenez, повелително наклонение на глагола tenir – държа. В играта кралски тенис сервиращият играч е трябвало да извика „Тенис!“ преди да изпълни сервиса (в смисъл „Ще сервирам!“).
- Ракета идва от френската думата raquette, която произхожда от арабската rakhat – длан на ръката.[16]
- Дюс (deuce – равенство) идва от à deux le jeu, което означава „играта е за двамата“ (когато двамата състезатели имат еднакъв резултат).[17]
- Трупането на точки в един тенис гейм – 15, 30, 40 – произлиза от първоначалния начин на отбелязване на резултата – чрез четвъртите на часовника. Като за благозвучие при произнасянето на резултата на френски език, третата четвърт от 45 е съкратена на 40.[17]

В Съединените щати през 1874 година Мери Юинг Аутърбридж се връща от британските Бермудски острови с комплект за игра на сфаиристике и създава в Ню Йорк първия американски тенис корт. През септември 1880 е проведено първото американско национално първенство (днес Открито първенство на САЩ). През следващата година е основана Асоциацията за ливаден тенис на Съединените щати, която трябва да уеднакви разминаващите се между различните клубове правила и да организира състезания.
Тенисът става популярен и във Франция, където Откритото първенство на Франция е проведено за пръв път през 1891 година. Така Уимбълдън, откритите първенства на САЩ и Франция и създаденото през 1905 година Открито първенство на Австралия се превръщат в четирите най-престижни събития в света на тениса. Купа Дейвис, отборното световно първенство за мъже, е проведено за първи път през 1900 г., а отборното първенство за жени Фед Къп – през 1963 г. по повод 50-годишния юбилей на Международната тенис федерация.
Подробните правила, обявени през 1924 година от Международната тенис федерация остават практически неизменни през следващите осемдесет години, като единствената съществена промяна е въвеждането на тайбрека, измислен от Джеймс Ван Алън през 1970-те. През същата година тенисът се отказва от Олимпийските игри, за да се върне 60 години по-късно като демонстрационно състезание с участници до 21 години. Този опит има голям успех и от 1988 година тенисът е възстановен като олимпийски спорт.
През 1926 година С. С. Пайл организира първото професионално турне на група американски и френски тенисисти, които играят демонстрационни мачове пред публика, заплатила вход. Най-голяма известност сред първите професионалисти придобиват американецът Вини Ричардс и французойката Сюзан Ланглан. Първоначално състезателите, станали професионалисти, губят правото си да участват в големите турнири, които са запазени за любители. Тази забрана създава разделение между професионалисти и любители, което се запазва до 1968 година (началото на т.нар. Открита ера – Open Era), която позволява на всички тенисисти да участват във всички турнири без ограничение.
С началото на Откритата ера, създаването на международните вериги от турнири и увеличаването на постъпленията от телевизионни права, тенисът се разпространява навсякъде по света и до голяма степен преодолява имиджа си на игра на англоезичните висши и средни класи, макар този стереотип да съществува и в наши дни.
През 1954 година Джеймс Ван Алън основава Международната тенис зала на славата, музей в град Нюпорт в Съединените щати. В сградата се съхранява голяма колекция от експонати, свързани с тениса, както и зала, в която е поместена информация за видни деятели и тенисисти от цял свят.

### История на тениса в България
За рождена дата на тениса в България се смята 1896 г. (19 години след първият официален тенис турнир – Уимбълдън). Тогава в София се създава първата тенис организация в страната – Софийски тенис клуб, който построява и първото игрище. През 1911 г. е учреден и Българският спортен клуб, в който водещ спорт е тенисът. В следващите години броят на игрищата в България се увеличава и тенисът започва да се развива освен в столицата и във: Варна, Русе, Видин, Бургас, Ямбол, Пловдив, Казанлък.
Първият турнир по тенис се провежда през 1911 г. за купата „Ромеро и Досмет“. Държавни първенства се организират от 1925 г. Година по-късно български тенисисти участват в първата международна среща в Будапеща срещу Унгария. През 1927 г. се провежда първият турнир за жени за купа „Кора“.
Българската федерация по тенис се учредява през 1930 г. от най-големите клубове в страната, а през следващата година става член на Международната федерация по тенис. БФТ започва организирането на държавни клубни първенства от 1937 г., когато АС-23 побеждава Български тенис клуб и става първият клубен шампион на страната. От 1964 г. България участва в Купа Дейвис, а от 1966 г. – и във Фед Къп.

## Тенис корт
Тенис се играе на правоъгълна гладка повърхност, покрита обикновено с трева, клей или твърда настилка. Кортът има дължина от 23,77 метра и широчина от 8,23 метра за мачове на сингъл и от 10,97 метра за мачове на двойки. Около корта има допълнително свободно пространство, позволяващо на състезателите да достигнат до отскочилите топки. През средата на корта, успоредно на основните линии, е прекарана мрежа, която разделя корта на две равни половини. Мрежата има височина от 1,07 метра в двата си края и 0,914 метра в центъра си.
Има три основни вида кортови настилки. В зависимост от използваните материали, всяка настилка осигурява различна скорост и отскок на топката, което оказва влияние върху начина на игра на състезателите. Основните видове настилки са:

### Керамична настилка
Традиционната червена настилка, която напоследък все по-често се нарича „клей“ (на английски: clay), е направена от натрошени шисти, камъни или тухли. В България се използва терминът „шамот“, който представлява предварително изпечена глазирана глина, която се стрива и пресява до получаването на частици с необходим размер. Керамичната настилка може да бъде както червена, така и зелена или синя, в зависимост от използваните материали. Червената настилка (използвана в Откритото първенство на Франция) е по-бавна от зелената (използвана основно в САЩ, наречена „хар-тру американски клей“).
Червените кортове по принцип са „бавни“ кортове, защото при тях топката отскача сравнително високо. Затова броят на т.нар. завършващи удари, които не могат да бъдат върнати от противника, е много малък. Този тип настилка облагодетелства по-дефанзивно играещите тенисисти.

### Твърда настилка
Твърдата настилка може да бъде:
- цимент.
- покрит цимент – използва се в Откритото първенство на САЩ.
- Рибаунд Ейс (Rebound Ace) – настилка, разработена в Австралия, състояща се от слоеве полиуретанова гума, фибростъкло и/или други материали върху асфалтова или бетонна основа. Използва се основно в Австралия, като между 1988 и 2007 година се използва в Откритото първенство на Австралия.
- DecoTurf настилка – използва се в Откритото първенство на САЩ.
- Plexicushion настилка – използва се от 2008 година в Откритото първенство на Австралия.

Предимство на тази настилка е, че чрез различните материали, използвани при изработката на настилката, организаторите могат да контролират характеристиките на корта. По принцип тази настилка е по-бърза и тенисът, игран на нея, е по-атрактивен.

### Тревна настилка
Кортовете с тревна настилка са вторите по бързина в тениса (след дървените). Те са изградени от трева, растяща върху силно слегнала се почва, подобно на голф игрищата. Поддръжката на корт с тревно покритие е по-сложна от всички други видове настилки, тъй като тревата трябва да се полива и коси често. Това прави тревните кортове по-рядко срещани.
Разиграванията върху тревно покритие обикновено са кратки и сервисът играе много важна роля. Тревните кортове облагодетелстват агресивно играещите състезатели, заради по-ниската отскокливост на топката и нейната по-висока скорост.
Най-старият турнир по тенис в света, Уимбълдън, се играе традиционно на тревна настилка.

### Настилки на закрити кортове
Закритите кортове обикновено имат настилка от дървесина, цимент или „килим“ (наречен още изкуствена трева). Най-често срещани са кортовете с настилка-килим, които са относително бързи (не и колкото тревните кортове). Циментовите закрити кортове имат сходни характеристики с повечето кортове с твърда настилка. Дървените настилки са най-рядко срещани, въпреки че те са най-бързата настилка в света на тениса.

## Турнири по тенис
Турнирите по тенис често са организирани за състезатели от различен пол. Обикновено един турнир се състои от състезания за мъже и жени поединично, двойки (когато един срещу друг се изправят двойки от състезатели от един пол), смесени двойки (двойките са съставени от по един състезател от всеки пол). Турнири могат да бъдат организирани и за специфични възрастови групи (деца, младежи, ветерани). Организират се и тенис турнири за състезатели с увреждания (най-вече за тенисисти в инвалидни колички).

### Турнири за мъже
Тенис турнирите за мъже са организирани както от Асоциация на тенис професионалистите (ATP), така и от Международната тенис федерация (ITF). Те биват разпределени в следните групи:
| Група                   | Турнири | Организатор                                                                                                |
| ----------------------- | --- | --- |
| Турнири от големия шлем | Открито първенство на Австралия Открито първенство на Франция Уимбълдън Открито първенство на САЩ                   | организационни комитети под контрола на ITF                                                                |
| Олимпийски игри         | Олимпийски тенис турнир                                                                                             | организиран от ITF от името на МОК                                                                         |
| Отборни състезания      | Купа Дейвис Световна отборна купа Хопман Къп (за смесени двойки)                                                    | организирана от ITF организирана от ATP от комитет под контрола на ITF                                     |
| ATP Тур                 | Тенис Мастърс Къп Турнири от сериите Мастърс Турнири от Международната златна серия Турнири от Международната серия | организирана от ITF, ATP и комитетите от турнирите за Големия шлем организирани от ATP организирани от ATP |
| ATP Чалънджър серии     | Турнири от Чалънджър сериите                                                                                        | организирани от ATP                                                                                        |
| ITF Верига за мъже      | Турнири-фючърси | организирани от ITF                                                                                        |

### Турнири за жени
Тенис турнирите за жени са организирани както от Женската тенис асоциация (WTA), така и от Международната тенис федерация (ITF). Те биват разпределени в следните групи:
| Група                   | Турнири                                                                                           | Организатор                                        |
| ----------------------- | ------------------------------------------------------------------------------------------------- | -------------------------------------------------- |
| Турнири от големия шлем | Открито първенство на Австралия Открито първенство на Франция Уимбълдън Открито първенство на САЩ | организационни комитети под контрола на ITF        |
| Олимпийски игри         | Олимпийски тенис турнир                                                                           | организиран от ITF от името на МОК                 |
| Отборни състезания      | Фед Къп Хопман Къп (за смесени двойки)                                                            | организирана от ITF от комитет под контрола на ITF |
| WTA Тур                 | Шампионат Сони Ериксон Категория I Категория II Категория III Категория IV                        | организирани от WTA                                |
| ITF Верига за жени      | Турнири от Категория V и надолу                                                                   | организирани от ITF                                |

### Турнири за деца и младежи
Турнирите за деца и младежи са организирани от Международната тенис федерация. Те са обединени в ITF Верига за младежи (ITF Junior Circuit). В рамките на тази верига се организират турнири за различни възрастови групи, за мъже и жени сингъл, както и за двойки. Турнирите са класифицирани по следния начин:
- Ранг А – турнири от най-висок ранг. С него са оценени младежките турнири от Големия шлем, както и още пет турнира:

Купа Казабланка (Мексико)
Купа Гердау (Бразилия)
Откритото първенство на Италия
Купа на кмета на Осака (Япония)
Ориндж Боул (САЩ).
- Ранг B – турнири от регионалните шампионати
- Ранг C – международни отборни първенства
- Ранг от G1 до G5 – други турнири, организирани от ITF

### Ранглисти
Световните и национални ранглисти се базират на точките, спечелени от турнирите през последната 52 седмици. ITF, ATP, WTA поддържат отделни ранглисти за сингъл и двойки. Всеки тенисист има текущ ранкинг и за да го запази или подобри, трябва да защитава точките, които е спечелил преди година.
Българска федерация по тенис поддържа свои ранглисти по възрастови групи.